# Greater Binghamton FC
Greater Binghamton FC, mais conhecido como GBFC Thunder, é uma agremiação esportiva da cidade de Binghamton, Nova Iorque.  Atualmente disputa a National Premier Soccer League.

## História
A equipe foi fundada em 2012 e a primeira partida do Greater Binghamton foi contra o AFC Cleveland no dia 13 de maio de 2012. Na primeira temporada é eliminado nos playoffs para o Erie Admirals SC. Em 2013 é eliminado nos playoffs para o Lehigh Valley United Sonic. No ano seguinte é eliminado pelo New York Red Bulls U-23. Em 2015 cai para o Fredericksburg FC. Em 2016 pela primeira vez a equipe não chega aos playoffs, sendo eliminada na fase de grupos.